# North Enid
North Enid – miasto w Stanach Zjednoczonych, w stanie Oklahoma, w hrabstwie Garfield.